# Julie Chang
Pour les articles homonymes, voir Chang.
Julie Ju-young Chang est une présentatrice du journal local de Los Angeles « Good Day LA & Fox 11 Morning News » sur la chaîne KTTV de Los Angeles. Elle a rejoint la station le 11 novembre 2012. Auparavant, elle a été la présentatrice du journal « 5PM/10PM news » sur la chaîne FOX 5 WNYW. Puis, elle a rejoint l'émission matinale Good Day New York en juin 2008, mais en changea pour le bulletin d'information du soir en octobre 2011. Précédemment, elle prit la fonction de reporter pour « CW11 Morning News »,WPIX. Son travail a ainsi été reconnu par un prix au « New York State Associated Press Award » et une nomination aux Emmy en 2007.

## Biographie
Originaire de Corée du Sud, elle déménage à Ann Arbor dans le Michigan à l'âge de 9 ans. Six ans plus tard, ses parents retournent en Corée mais Chang reste aux États-Unis avec ses 6 sœurs. Diplômée de l'Université du Michigan, elle suit aussi des études dans l’environnement à l'Université d'Oxford en Angleterre.

## Carrière
Après avoir poursuivi une carrière dans la banque, elle trouve sa vocation en 2000 après avoir passé un semestre en mer. Elle navigue donc à travers le monde, passant son temps dans divers endroits comme Cuba, le Brésil, l'Afrique du Sud, le Kenya, L'Inde, la Malaisie, le Viêt Nam, Hong Kong, la Chine et le Japon. Ce voyage donne naissance à sa passion ; raconter des histoires à la télévision afin d'informer, d'instruire et d'éclairer les auditeurs. Chang réside maintenant à Manhattan.
En étant à la WPIX, elle couvre les dernières nouvelles. Elle couvre aussi la section « Truly Julie » aux informations de matin «  CW11 Morning News ». Elle est l'objet d'un article dans le numéro de février 2007 du magazine de mode W où elle est photographiée par Philip-Lorca diCorcia. Elle apparaît aussi dans le magazine de mode Lucky et le magazine New york Moves. Elle a une petite participation au film Les Schtroupmfs en 2011 où elle joue son propre rôle.
Elle quitte la CW11 fin février 2008 et rejoint la chaîne « Fox 5 New York » le 16 juin 2008 jusqu'en septembre 2012. Finalement, elle devient animatrice en octobre 2012 pour KTTV où elle présente « Good Days LA » et « Fox 11 Morning News ».
Mi novembre 2013, elle prend un congé maladie afin de traiter une tumeur au cerveau : une fois opérée, elle reprend l'antenne dès janvier 2014.

## Filmographie

### Cinéma
- 2024 : Skincare de Austin Peters : Kylie Curson